# Orquestra de Cadaqués
Das Orquestra de Cadaqués (deutsch: Cadaqués Orchester) ist ein katalanisches Kammerorchester, welches 1988 gegründet wurde. 

## Wirkungsgeschichte
Das Orquestra de Cadaqués wurde als Residenzorchester für das Cadaqués Festival gegründet und bestreitet nunmehr auch die reguläre Konzertsaison von Cadaqués. Das Ensemble veranstaltet alle zwei Jahre einen Internationalen Dirigentenwettbewerb und gibt Konzerte in ganz Spanien, darunter in folgenden Konzertsälen:
| - Cornellà de Llobregat, Auditori - Figueres, Teatre el Jardí - Girona, Auditori de Girona - Lleida, Auditori Municipal Enric Granados - Madrid, Auditorio Nacional | - Saragossa, Auditorio de Zaragoza - Terrassa, Auditori Centre Cultural Unnim - Viladecans, Atrium Viladecans - Vilafranca, Auditori Municipal de Vilafranca, |

Gianandrea Noseda ist seit 1994 Chefdirigent des Ensembles, nachdem er im selben Jahr den Dirigentenwettbewerb von Cadaqués gewonnen hatte. Der Principal Guest Conductor des Orchesters ist Sir Neville Marriner. Im Februar 2011 ernannte das Orchester sein Gründungsmitglied Jaime Martin, einen Flötisten, zum Co-Chefdirigenten.
Am 30. November 2019 gab das Orquestra de Cadaqués bekannt, dass es eine Ruhe- und Besinnungsphase einlegen werde. Seit 2017 wurde auch kein weiterer Dirigentenwettbewerb durchgeführt.

## Chefdirigenten
- Gianandrea Noseda (seit 1994)
- Jaime Martin (seit 2011)